# Angianthus
Angianthus es un género de plantas con flores perteneciente a la familia de las asteráceas. Comprende 45 especies descritas y de estas, solo 19 aceptadas.

## Taxonomía
El género fue descrito por Johan Wendland y publicado en Collectio Plantarum 2(2): 31, t. 48. 1808[1810]. La especie tipo es: Angianthus tomentosus J.C. Wendl. 
Etimología
Angianthus:  nombre genérico que proviene del griego angeion que significa "vaso o taza" y anthos que significa "flor", en alusión a la forma de copa del anillo del vilano en A. tomentosus.

## Especies
A continuación se brinda un listado de las especies del género Angianthus aceptadas hasta julio de 2012, ordenadas alfabéticamente. Para cada una se indica el nombre binomial seguido del autor, abreviado según las convenciones y usos.
- Angianthus acrohyalinus Morrison
- Angianthus brachypappus F.Muell.
- Angianthus conocephalus (J.M.Black) P.S.Short
- Angianthus cornutus P.S.Short
- Angianthus cunninghamii (DC.) Benth.
- Angianthus cyathifer P.S.Short
- Angianthus drummondii (Turcz.) Benth.
- Angianthus glabratus P.S.Short
- Angianthus halophilus Keighery
- Angianthus microcephalus (F.Muell.) Benth.
- Angianthus micropodioides (Benth.) Benth.
- Angianthus milnei Benth.
- Angianthus newbeyi P.S.Short
- Angianthus platycephalus Benth.
- Angianthus preissianus (Steetz) Benth.
- Angianthus prostratus P.S.Short
- Angianthus pygmaeus (A.Gray) Benth.
- Angianthus tomentosus J.C.Wendl.
- Angianthus uniflorus P.S.Short